# Ставки (Володимирський район)
Ставки́ — село в Україні, у Оваднівській сільській громаді Володимирського району Волинської області. Населення становить 437 осіб.

## Географія
Село розташоване на лівому березі річки Неретви.

## Історія
У 1906 році село Олеської волості Володимир-Волинського повіту Волинської губернії. Відстань від повітового міста 35 верст, від волості 5. Дворів 157, мешканців 925.
12 червня 2020 року, відповідно до розпорядження Кабінету Міністрів України № 708-р «Про визначення адміністративних центрів та затвердження територій територіальних громад Волинської області», увійшло до складу Оваднівської сільської територіальної громади.
19 липня 2020 року, в результаті адміністративно-територіальної реформи та ліквідації Турійського району, село увійшло до новоутвореного Володимир-Волинського району (від 18 липня 2022 Володимирського).

## Населення
Згідно з переписом УРСР 1989 року чисельність наявного населення села становила 496 осіб, з яких 231 чоловік, 265 жінок та одна Леся Гіль, яка потім переїхала в Івано-Франківськ, і живе за адресою 406Б
За переписом населення України 2001 року в селі мешкало 429 осіб. 100 % населення вказало своєю рідною мовою українську мову.